# Asya Abdullah
Asya Abdullah este copreședintele Partidului Uniunea Democratică, forța conducătoare a revoluției care a avut loc în Rojava. Ea este prezentă la numeroase întâlniri la vârf și conferințe și are dese întâlniri cu activiști, academicieni și lideri mondiali pentru a obține sprijin pentru Rojava.